# ФК Норич Сити
Фудбалски клуб Норич Сити (енгл. Norwich City Football Club) јесте енглески професионални фудбалски клуб из истоименог града у Норфоку. Познати су и под надимком „канаринци”.
Тренутно се такмичи у Премијер лиги. Први пут у највиши ранг улазе 1972. године. Норич је освојио Лига куп два пута, 1962. и 1985. године. Клуб никада није освојио највиши ранг такмичења, а најбољи резултат им је треће мјесто у Премијер лиги у сезони 1992/93.
Клуб је основан 1902. године. Од 1935. Норич игра своје домаће утакмице на Каров Роуду и имају жестоко ривалство са источноанглијским Ипсвич Тауном, са којима играју тзв. Old farm дерби у коме су се састали 134 пута од 1902. године.
Навијачка пјесма „On the Ball, City” је најстарија навијачка пјесма на свијету која је још у употреби. Клупска опрема је карактеристичне жуто-зелене боје и надимак Канаринци је настао због хранилишта за птице који се налази у непосредној близини.

## Историја

### Почеци
ФК Норич Сити је основан након састанка у Criterion Cafe у Норичу 17. јуна 1902. године. Прву такмичарску утакмицу су одиграли против ФК Харвич и Паркестон на Newmarket Road стадиону 6. септембра 1902. године. Прикључили су се фудбалској лиги Норфока и Суфолка у сезони 1902/03., али одлуком ФА, клуб је са аматерског нивоа у 1905, прешао у професионалну организацију. Касније те године Норич је играо Јужну лигу и због великог интересовања напуштају Newmarket Road у 1908. години и прелазе на The Nest терен са подлогом од шљаке. Почетни надимак клуба је Грађани, међутим то се мијења 1907. у Канаринци након што је предсједник клуба (који је био узгајивач канаринаца) називао своје момке „канаринцима” и тада је промјенио опрему у жуто-зелену. Током Првог свјетског рата фудбал се престао играти због дугова и клуб је добровољно отишао у стечај 10. децембра 1917. године.
Клуб је поново оформљен 15. фебруара 1919, а главни иницијатор тога је Чарлс Фредрих Ватлин, будући градоначелник Норича и отац будућег предсједника клуба Жофрија Ватлинга. Када је у мају 1920. Енглеска фудбалска лига формирала трећи ранг такмичења, Норич се следеће сезоне прикључио Трећој енглеској дивизији. Прва лигашка утакмица се играла против Плимут Аргајл 28. августа 1920. и завршена је резултатом 1-1. Те декаде клуб је био углавном на средини табеле, не изнад 8., али не и испод 18. мјеста. Следећа декада се показала много успјешнијом када клуб биљежи и највећу побједу, 10-2 против Ковентри Ситија и као освајачи напредују у већи ранг, у Другу дивизију Фудбалске лиге Енглеске у сезони 1933/34. под водством Тома Паркера.

### Прелазак на стадион Каров Роуд и полуфинале ФА купа
Са растућим бројем навијача и са забринутошћу ФА са условима на The Nest, клуб размишља о реновирању, али на крају одлучују прећи на Каров Роуд. На дан отварања, 31. август 1935, одигран је меч против Вест Хема који је завршен побједом од 4-3 за Норич када је постављена и рекордна посјета од 29.779 гледалаца. Највећи догађај у наредне сезоне је била посјета краља Џорџа VI Каров Роуду 29. октобра 1938 године. Клуб је испао у Трећу енглеску дивизију на крају сезоне. Лига је обустављена следеће сезоне због Другог свјетског рата и није настављена до сезоне 1946/47. Норич је те и следеће сезоне завршио на 21. мјесту. Лоши резултати натјерали су клуб да се бори за опстанак. Клуб за мало је недостајало да се избори за пласман у већи ранг под водством менаџера Нормана Лова раних 1950-их, али након поновног доласка Тома Паркера на мјесто менаџера, Норич лигу завршава на задњем мјесту у сезони 1956/57.
У сезони 1958/59. Норич долази до полуфинала ФА купа као клуб из треће дивизије, побједивши два клуба из Прве дивизије: Тотенхем и Манчестер јунајтед.

### Освајање Лига купа и прелазак у Прву дивизију
У сезони 1959/60 Норич је напредовао у Другу дивизију Фудбалске лиге Енглеске када је завршио други иза Саутхемптона и у тој сезони у вишем рангу су били на четвртом мјесту (1960/61). У сезони 1962/63 Рон Ашман је водио Норич до првог трофеја побједивши Рохдејл на продужетке 4-0 и тако освојивши Енглески Лига куп.
Шесто мјесто у лиги је најбоље што је клуб постигао 1960-их у Првој дивизији. Нако освајања дивизије у сезони 1971/72 под менаџером Роном Сандерсом, Норич је стигао до највишег ранга енглеског фудбала по први пут. Први наступ на Вемблију су имали 1973. изгубивши у Лига купу 1-0 од Тотенхема.

### Ера Џон Бонда
Испадање у Другу дивизију у сезони 1973/74 накао одласка Сандерса, његово мјесто је попунио Џон Бонд. Управа клуба је имала повјерење у Џона и убрзо је награђена. Изузетна успјешна сезона 1974/75 их је вратила у Прву дивизију и у још једну посјету Вемблију опет у Лига купу, сада у поразу 1-0 од Астон Виле.

### Прелазак у виши ранг и трофеји
Бонд је прешао у Манчестер Сити у јесен 1980. а клуб је испао у нижи ранг шест мјесеци касније, али се опет вратио у сезони 1981/82 након што су завршили трећи под водством Бондовог насљедника Кена Брауна. Норич је био један од првих енглеских клубова који је направио трансфер вриједан милион фунти за нападача Џастина Фашану који је прешао у Нотингем Форест у августу 1981. године.
Сезона 1984/85 је била колико добра, толико и лоша за момке Кена Брауна. Дошли су до финала Лига купа на Вемблију побједивши ФК Ипсвич Таун у полуфиналу. У финалу су побједили Сандерланд 1-0, али оба ова клуба и Норич и Сандерланд су испали у други ранг такмичења те сезоне. Овим је Норич постао први енглески клуб који је освојио једну титулу, а такође и испао из лиге, све док Бирмингем није то исто поновио 26 година касније.
Норичу је те сезоне промакло и европско такмичење због забране наступа енглеским клубовима због Трагедије на Хејселу. Норич се опет враћа у највиши ранг освојивши Другу дивизију у сезони 1985/86. Тада почиње рекорд клуба који стоји до данас, а то је девет узастопних сезона у највишем рангу енглеског фудбала. Високо мјесто у лиги у сезони 1988/89 Норичу је било довољно за квалификације за УЕФА куп, али забрана за енглеске клубове је још на снази. У то вријеме имају и добре наступе у купу долазећи до полуфинала ФА купа у два наврата 1989. и 1992. године.

### Рани почеци у Премијер лиги
Током сезоне 1992/93, првој сезони Премијер лиге Норич се неочекивано укључује у трку за титулу, али остају „кратки” и завршавају на трећем мјесту иза освајача Манчестер јунајтеда и иза другопласиране Астон Виле. Најбољи стријелац те сезоне је био Марк Робинс који је прошлог љета дошао из Манчестер јунајтеда. Следеће сезоне Норич учествује у УЕФА Купу по први пут(и задњи), изгубивши у трећем кругу од Интера, али побједили су Бајерн Минхен са 2-1 и тако постали први британски клуб који је побједио Бајерн Минхен на Олимпијском стадиону у Минхену.
| Сезона   | Такмичење | Коло          | Екипа         | Резултат |
| -------- | --------- | ------------- | ------------- | -------- |
| 1993/94. | УЕФА куп  | 1. коло       | Витесе        | 3-0, 0-0 |
| 1993/94. | УЕФА куп  | 2. коло       | Бајерн Минхен | 2-1, 1-1 |
| 1993/94. | УЕФА куп  | осмина финала | Интер         | 0-1, 0-1 |

Менаџер Мајк Вокер је дао отказ у јануару 1994. године, да би преузео Евертон, а њега је замјенио Џон Ден са којим је клуб завршио на 12. мјесту у сезони 1993/94. Норич је сезону 1994/95 почео добро, упркос одласку најбољег нападача Криса Сатона у Блекберн роверсе за рекордних 5 милиона фунти и до Божића су били на седмом мјесту. Од наредних 20 утакмица Норич добија само једну и пада на 20. мјесто и испада из лиге, прекинувши низ од 9 година у највишем рангу енглеског фудбала.

### Године у Првој дивизији
Одмах након испадања, Ден даје отказ на мјесту менаџера, а његов асистент Гери Мегсон преузима ту функцију до краја сезоне. Мартин О’Нил, који је претходне сезоне у виши ранг такмичења увео Викомбе Вандерерсе, постаје менаџер Норича у љето 1995. године. На клупи Норича је провео само 6 мјесеци, када напушта посао због неспоразума са предсједником клуба Робертом Чејсом око новца за појачања. Убрзо након тога Чејс подноси оставку нако навијачких протеста који су га окривили за продају најбољих играча и за испадање из лиге. Чејсов удио у дионицама је купио Жофри Ватлинг.
Енглеска ТВ куварица Дела Смит и њен муж су купили већину дионица Норич Ситија од Ватлинга 1996. године, и Мајк Вокер је враћен на мјесто клупског менаџера. Он није успјео да понови успјех из свог првог ангажмана и отпуштен је након двије сезоне када је Норич завршио на средини табеле. Најџел Вортхингтон преузима мјесто менаџера у децембру 2000. након двије неуспјешне године Бруса Риоха и пола године Брајана Хамилтона. Најџел се налазио у стручном штабу Хамилтона које је клуб оставио у незгодној позицији, 20. мјесто и опасност од испадања у трећи ранг енглеског фудбала, први пут од 1960-их. Најџел Вортхингтон је извукао клуб од испадања и следеће сезоне Норич Сити је играо финале плеј офа на стадиону Миленијум против Бирмингема, гдје су изгубили на пенале.

### Повратак у Премијер лигу
У сезони 2003/2004 клуб осваја Прву дивизију, завршивши осам бодова испред другопласираног Бест Бромвича и тако се враћа у највиши ранг енглеског фудбала, први пут након 1995. године. Током већег дијела сезоне 2004/2005 клуб се борио за опстанак, чак добивши Манчестер јунајтед 2-0, а задње коло губе од Фулама 6-0 што је само потврдило њихово испадање из лиге. Клуб је наредне сезоне у Чемпионшипу завршио на 9. мјесту (сезона 2005/2006) и због лоших резултата у сезони 2006/2007 Најџел Вортхингтон је отпуштен у октобру 2006. након пораза 4-1 од ФК Бернлија.
Дана 16. октобра 2006. на клупу Норича долази бивши играч Питер Грант када он напушта Вест Хем, и у фебруару 2007. Грант мијења свог асистента Дага Ливермора са Шкотланђанином Џимом Дуфијем. Грантова екипа се мучила читаву сезону и направили су лош старт у сезони 2007/2008, са само двије побједе до половине октобра; након пораза 1-0 од клуба који се исто тако боре са лошим резултатима, Квинс Парк рејнџерса, Грант напушта клуб обостраним раскидом уговора 9. октобра 2007. 30. октобра бивши тренер Њукасла Глен Родер долази као замјена за Гранта. Родер одржава Норич у Чемпионшипу побједом од 3-0 против Квинс Парк рејнџерсом у утакмици сезоне за Норич.

### Испадања и уласци у Премијер лигу од 2009.
Дана 14. јануара 2009. године објављено је да Родер добија отказ након што је од 60 утакмица побједио у само 20. Седмицу касније Брајан Гун је ангажован на позицију тренера до краја сезоне, али он није могао да спаси клуб од испадања 3. маја 2009. након пораза у гостима од клуба који је већ испао, Чарлтон атлетика.
Након испадања, њихова прва утакмица је била шокантан пораз на домаћем терену 7-1 од ривала из Источне Англије Колчестер јунајтеда. Ово је највећи клупски пораз на домаћем терену још од 1946. године. Тада су два навијача утрчала на терен и поцијепали своје сезонске улазнице након само 22 минута игре, када је тим већ губио 4-0, и Гун је отпуштен шест дана касније.
Пол Ламберт је 18. августа 2009. дошао на позицију тренера и девет мјесеци касније успјева изборити улазак у виши ранг, из Прве лиге у Чемпионшип. Следеће сезоне Норич је ушао у Премијер лигу завршивши други иза Квинс Парк рејнџерса и то је први клуб после Манчестер Ситија (2000. година) који је двије године заредом напредовао у виши ранг из трећег у први ранг енглеског фудбала.
Клуб је завршио на 12. мјесту у „повратничкој” сезони у Премијер лиги. Тренер Пол Ламберт је напустио клуб и придружио се ривалу Норич Ситија Астон Вили и на његово мјесто у Норич долази Крис Хугтон. Сезона 2012/2013 је лоше почела за клуб, поразом од Фулема 5-0. Поразом на домаћем терену од Лутон Тауна 1-0, који је одигран 26. јануара 2013. Норич постаје први тим из највишег ранга такмичења који губи у ФА купу од клуба из нижег ранга у задњих 24 године.
Норич је осигурао своју трећу годину у Премијер лиги са двије узастопне побједе у задња два кола у сезони, завршивши на 11. мјесту. Следеће сезоне испадају из лиге завршивши на 18. мјесту (сезона 2013/2014). Након прве половине сезоне 2014/2015 Нил Адамс даје отказ и на његово мјесто долази Алекс Нил из ФК Хамилтон Академикал у јануару 2015. Нови тренер препорађа екипу и до краја сезоне успјевају осигурати прелазак у Премијер лигу кроз плеј оф, побједивши Мидлсброа 2-0. Тај успјех је био привремен, јер су већ следеће сезоне испали из лиге, и опет у сезони 2016/2017 играју у Чемпионшипу.
Наредна сезона је почела успјешно, клуб се налазио у топ 5 екипа у Чемпионшип средином октобра. Након тога је услиједио низ лоших резултата, укључујући низ од пет узастопних пораза и клуб је пао на 12. мјесто. Алекс Нил је отпуштен 10. марта 2017, гдје његову позицију преузима његов замјеник Ален Ирвин до краја сезоне и клуб завршава на осмој позицији. Њемац Данијел Фарке преузима тренерску позицију 25. маја 2017. и постаје први тренер странац у историји клуба старој 114 година. Џејмс Мадисон је продат Лестеру за 24 милиона фунти и Фарке је довео неколико играча уз мале трошкове које је он познавао из свог тренерског посла у Њемачкој. Ситуација 2. фебруара 2019. је таква да је Норич на првом мјесту у Чемпионшипу, са једнаким бројем бодова као Лидс. Дана 5. маја 2019. године обезбедили су титулу и повратак у Премијер лигу победом над Астон Вилом 2:1 у гостима.

## Боје и грб
Надимак Норич Ситија („Канаринци”), имао је утицај на тимске боје и грб. Изворно, клуб је имао надимак „Грађани” и играли су у свијетло плавим и бијелим дресовима, мада боје нису биле устаљеног распореда; некада је плава била на лијевој половини дреса, а некада на десној. Најраније повезивање клуба са канаринцима је забиљежен у априлу 1905. године када нови тренер Џон Боуман даје интервју за новине и говори:" Да, знам за тај град... јесам... чуо сам за канаринце." Клуб је наставио играти у плавим и бијелим униформама још двије сезоне. Али треба поменути да је град Норич дуго познат по канаринцима па их је током 15. и 16. вијека увозио из холандских колонија у Карибима.
До фебруара 1907. надимак „Канаринци” улази све више у моду; посебно након меча са Вест Бромвичом у ФА купу (клуб који је добио надимак по дрозду), па се тај сусрет назвао „такмичење у цвркутању”.
Наредне сезоне, да би се прилагодили надимку, Норич игра по први пут у жутим дресовима са зеленим крагнама и рукавима. Један наслов у новинама је био: "„Грађани” су мртви, али „Канаринци” су изузетно живахни". Поред споја боја, канаринци су можда чудан избор, али многи енглески фудбалски клубови бирају мале птице да буду грбови клубова симболизујући агилност и шаренило на грбу.
Домаћи дресови су остали и дан данас у жуто-зеленој комбинацији, гостујући дресови су варирали. На примјер, гостујући дресови у сезони 2012/2013. су били црне боје.
Једноставан грб на којем је канаринац је усвојен 1922. године. Тренутни грб клуба садржи канаринца који стоји на фудбалској лопти и са стилизованим грбом града Норича у горњем лијевом углу. За стогодишњицу клуба 2002. креиран је специјални грб. Он је садржао два канаринца који гледају лијево и десно, и траку која обиљежава стогодишњицу.

## Стадион
Норич је играо на Newmarket Road од 1902. до 1908. гдје је рекордна посјећеност била 10,366 против ФК Шефилд венздеја у другом кругу ФА купа 1908. Након неспоразума око изнајмљивања Newmarket Road-а 1908, клуб је прешао на други стадион од шљаке познатији као „Нест”. Током 1930-их капацитет стадиона је био недовољан за гледаоце па клуб 1935. прелази у свој садашњи „дом” Каров Роуд. Тадашњи стадион, „највећи градитељски подухват од прављења дворца у Норичу” како су га називали, је направљен за невјероватна 82 дана. Фотографије из зрака из августа 1935. показују да стадион има три трибине са кровом. Још једна фотографија из те исте сезоне показује да је стадион имао паркинг, иако су тада ипак аутомобили нису још били заступљени.
Рефлектори су подигнути 1956. коштајући 9.000 фунти, то је умало довело клуб у банкрот, али је добар успјех у ФА купу 1959. побољшао финансијску ситуацију и клуб је успјео да направи и јужну трибину, која је 2003. замјењена новом трибином са 7.000 мјеста и названа Jarrold Stand.
Највећа посјећеност је била на Каров Роуду 1963. године, 43.984 гледалаца против Лестера. Након Ibrox несреће 1971. сигурносне мјере на трибинама су повећане па је капацитет стадиона драстично смањен на 20.000. 1979. године стадион је имао капацитет од 28.392 са 12.675 сједећих мјеста. Пожар у 1984. је практично уништио једну од трибина које је довело до комплетног рушења исте и прављења нове 1987. Након трагедије на Хилсбороу 1989. стадион је попуњен да сва мјеста буду сједећа. Данас је Каров Роуд стадион са свим сједећим мјестима и има капацитет од 27.244 мјеста.

## Навијачи
Иако је навијачка подршка клубу углавном локална, постоје и навијачи у Лондону, чак и у Скандинавији па и мјеста као Уједињени Арапски Емирати, Бермуди, Хонгконг, Тајланд, Аустралија и САД.
Навијачка пјесма On the Ball, City је најстарија фудбалска пјесма у свијету која се и данас користи; чак се сматра да је пјесма старија од самог клуба јер је вјероватно везана за ФК Кале из 1890-их и прилагођена за Норич Сити. Остаје спорно када је пјесма први пут употребљена, али зна се да се користи од 1902. године и да је и данас у употреби, ако не у цјелости, онда у дијеловима. Текст пјесме:
| „ | Kick it off, throw it in, have a little scrimmage, Keep it low, a splendid rush, bravo, win or die; On the ball City, never mind the danger, Steady on, now's your chance, Hurrah! We've scored a goal, City! City! City! | ” |

Престиж међу локалним клубовима је „титула” Понос Англије. Навијачи присвајају „титулу” побједом у источноанглијском дербију, завршивши сезону на најбољем мјесту на табели, бољој тренутној позицију на табели или пак без неког логичног разлога. Главни ривал клуба је ФК Ипсвич Таун. Када играју ова два клуба, то је познато као источноанглијски дерби или како се још назива Old Farm Derby – сатирична верзија правог Old Firm дербија које играју шкотски клубови Селтик и Ренџерс. У 134 дербија која су одиграна од 1902. године, Ипсвич има бољи скор побједивши у 45% мечева док је Норич био бољи у 37% мечева.[i] Још један услов за освајање Поноса Англије је да клуб буде најбоље пласирани клуб у енглеском фудбалу из Источне Англије.
Клуб међу навијачима има и неколицину познатих личности. Једна од њих је познати глумац Хју Џекман (познат по улози Вулверина) који је као дијете долазио на Каров Роуд са својом мајком, ипак је 2010. одбио прилику да буде инвеститор клубу.

## Статистика и рекорди
Кевин Килан држи рекорд по броју наступа за Норич, одигравши 673 меча између 1963 и 1980. Ралф Хунт држи рекорд по највишем броју постигнутих голова у једној сезони и то 31 у сезони 1955/1956 у Трећој дивизији југ, и Џони Гавин као најбољи стријелац са 122 гола током боравка у клубу од 1948. до 1955. Марк Бовен држи клупски рекорд по броју наступа за репрезентацију, 35 наступа за Велс.
Највећа побједа у историји је 10-2 против ФК Ковентри Сити у Трећој дивизији југ 1930. године. Такође, највећи пораз је износио 10-2, изгубивши од Свиндон Тауна 1908.
Рекордна посјећеност на домаћој утакмици била је у шестом колу ФА купа против Лестера 30. марта 1963. и износила је 43,984 гледалаца. Због нових регулатива гдје сва мјеста на стадионима морају бити сједећа, мало је вјероватно да ће се овај рекорд оборити.
Највећи трансфер који је Норич остварио је 22 милиона фунти, од Лестера за играча Џејмса Медисона у јуну 2018. Док највећи трансфер којим је клуб довео неког играча је 8,5 милиона фунти за Рикиа ван Волфсвинкела из Спортинга. Овај трансфер је једнак трансферу Стивен Нејсмита из ФК Евертона у јануару 2016.
Највећи успјех клуба је треће мјесто у највишем рангу такмичења енглеског фудбала тј. у Премијер лиги у сезони 1992/1993. Клуб је освојио Енглески Лига куп два пута (задњи пут 1985.) и дошао до полуфинала ФА купа три пута, задњи пут 1992. Норич је у европским такмичењима учествовао само једном, дошавши до трећег круга УЕФА лиге Европе у сезони 1993/1994 и једини су британски клуб који је побједио Бајерн Минхен на Олимпијском стадиону у Минхену.

## Спонзори
Извор:
| Сезона  | Спонзор                                   | Произвођач опреме |
| ------- | ----------------------------------------- | ----------------- |
| 1975–76 | —                                         | Умбро             |
| 1976–81 | —                                         | Адмирал           |
| 1981–83 | —                                         | Адидас            |
| 1983–84 | Poll Withey Windows / Poll Withey         | Адидас            |
| 1984–86 | Poll Withey Windows / Poll Withey         | Хумел             |
| 1986–87 | Foster's Lager                            | Хумел             |
| 1987–89 | Foster's Lager                            | Скорлајн          |
| 1989–92 | Асикс                                     | Асикс             |
| 1992–94 | Norwich and Peterborough Building Society | Ribero            |
| 1994–97 | Norwich and Peterborough Building Society | Mitre             |
| 1997–99 | Colman's                                  | Pony              |
| 1999–01 | Colman's                                  | Alexandra Plc     |
| 2001–03 | Digital Phone Company                     | Xara              |
| 2003–06 | Протон / Лотус карс                       | Xara              |
| 2006–08 | Flybe.com                                 | Xara              |
| 2008–11 | Норич Јунион / Авивиа                     | Xara              |
| 2011–16 | Авивиа                                    | Ереа              |
| 2016–17 | Авивиа Комјунити Фаунд                    | Ереа              |
| 2017–   | ЛеоВегас                                  | Ереа              |

Између 2006. и 2008. спонзор клуба је била авиокомпанија Flybe, 26. априла 2008. објавили да престају бити главни спонзор. 29. априла 2008. је објављено да Авивиа, која има своје канцеларије у граду постаје нови спонзор потписавши уговор на 3 године. У 2009. години уговор је продужен до краја сезоне 2011/2012. Додатно је продужен 2012. за још 4 године све до краја сезоне 2015/2016. Током сезоне 2016/2017 Авивиа Комјунити Фаунд је спонзор клуба. Клуб 26. јуна 2017. објављује да шведска копманија ЛеоВегас која се бави онлајн клађењем постаје главни спонзор и то на 3 сезоне, почевши од сезоне 2017/2018.

## Играчи

### Састав првог тима
Ажурирано 1. фебруара 2019.
| Бр. |                     | Позиција | Играч                                             |
| --- | ------------------- | -------- | ------------------------------------------------- |
| 1   | Холандија           | Г        | Тим Крул                                          |
| 2   | Португалија         | О        | Иво Пинто (замјеник капитена)                     |
| 4   | Енглеска            | С        | Бен Годфрај                                       |
| 6   | Њемачка             | О        | Кристоф Цимерман                                  |
| 8   | Босна и Херцеговина | С        | Марио Вранчић                                     |
| 10  | Њемачка             | С        | Мориц Лајтнер                                     |
| 11  | Шкотска             | Н        | Џордан Роудс (на позајмици из ФК Шефилд венздеја) |
| 12  | Северна Ирска       | О        | Џамал Левис                                       |
| 15  | Швајцарска          | О        | Тим Клосе                                         |
| 17  | Аргентина           | С        | Емилијано Буендиа                                 |
| 18  | Њемачка             | С        | Марко Стиперман                                   |
| 19  | Њемачка             | С        | Том Трајбул                                       |
| 22  | Финска              | Н        | Тим Пуки                                          |

| Бр. |               | Позиција | Играч                                                |
| --- | ------------- | -------- | ---------------------------------------------------- |
| 23  | Шкотска       | С        | Кени Маклин                                          |
| 24  | Њемачка       | О        | Феликс Паслак (на позајмици из ФК Борусија Дортмунд) |
| 25  | Куба          | С        | Онел Хернандез                                       |
| 27  | Норвешка      | С        | Александер Тети (замјеник капитена)                  |
| 28  | Њемачка       | О        | Филип Хајсе                                          |
| 30  | Енглеска      | Н        | Карлтон Морис                                        |
| 31  | Шкотска       | О        | Гран Ханли (капитен)                                 |
| 32  | Њемачка       | Н        | Денис Србни                                          |
| 33  | Северна Ирска | Г        | Мајкл Мекговерн                                      |
| 34  | Велс          | С        | Луис Томсон                                          |
| 36  | Енглеска      | С        | Тод Кантвел                                          |
| 37  | Енглеска      | О        | Макс Аронс                                           |
| 38  | Енглеска      | Г        | Астон Оксбороу                                       |

### На позајмици
| Бр. |             | Позиција | Играч                                              |
| --- | ----------- | -------- | -------------------------------------------------- |
| 3   | Енглеска    | О        | Џејмс Хусбан (Флитвуд до 31. маја 2019.)           |
| 7   | Енглеска    | С        | Бен Маршал (ФК Милвол до 31. маја 2019.)           |
| 9   | Португалија | Н        | Нелсон Оливиера (ФК Рединг до 31. маја 2019.)      |
| 16  | Енглеска    | С        | Мат Џарис (Валсал до 31. маја 2019.)               |
| —   | Енглеска    | О        | Шон Рагет (ФК Ротердам јунајтед до 31. маја 2019.) |

| Бр. |           | Позиција | Играч                                                  |
| --- | --------- | -------- | ------------------------------------------------------ |
| —   | Њемачка   | О        | Марсел Франке (ФК Дармштат 98 до 31. маја 2019.)       |
| —   | Шкотска   | С        | Стивен Неисмит (ФК Хартс до 31. маја 2019.)            |
| —   | Холандија | С        | Јаник Вилдшут (ФК Болтон вондерерси до 31. маја 2019.) |
| —   | Грчка     | С        | Самав Моргос (ФК Дордрехт до 31. маја 2019.)           |
| —   | Енглеска  | Н        | Тристан Абрахамс (Јоувил до 31. маја 2019.)            |

### Познати играчи
Поводом стогодишњице клуба, Кућа славних је направљена са 100 бивших играча одабраних од стране навијача. Нови играчи су додавани у Кућу славних 2003, 2006. и 2012. године.

### Најбољих једанаест
У 2008. години навијачи су организовали гласање за најбољи тим Норича у историји.
- Кевин Килан (1963—1980)
- Ијан Кулверхаус (1985—1994)
- Стив Брус (1984—1987)
- Данкан Форбс (1968—1981)
- Марк Боуен (1987—1996)
- Дарен Хакерби (2003—2008)
- Ијан Крок (1986—1997)
- Мартин Петерс (1975—1980)
- Дарен Еди (1993—1999)
- Крис Сутон (1991—1994)
- Иван Робертс (1997—2004)

### Играчи сезоне
| Година | Побједник     |
| ------ | ------------- |
| 1967.  | Тери Аликок   |
| 1968.  | Хуг Куран     |
| 1969.  | Кен Фого      |
| 1970.  | Данкан Форбс  |
| 1971.  | Кен Фого      |
| 1972.  | Дејв Стрингер |
| 1973.  | Кевин Килан   |
| 1974.  | Кевин Килан   |
| 1975.  | Колин Сагет   |
| 1976.  | Мартин Петерс |
| 1977.  | Мартин Петерс |
| 1978.  | Џон Рајан     |

| Година | Побједник     |
| ------ | ------------- |
| 1979.  | Тони Паувел   |
| 1980.  | Кевин Бонд    |
| 1981.  | Џо Ројл       |
| 1982.  | Грег Даунс    |
| 1983.  | Дејв Ватсон   |
| 1984.  | Крис Вудс     |
| 1985.  | Стив Брус     |
| 1986.  | Кевин Дринкел |
| 1987.  | Кевин Дринкел |
| 1988.  | Брајан Ган    |
| 1989.  | Дејл Гордон   |
| 1990.  | Марк Бовен    |

| Година | Побједник       |
| ------ | --------------- |
| 1991.  | Ијан Кулверхаус |
| 1992.  | Роберт Флек     |
| 1993.  | Брајан Ган      |
| 1994.  | Крис Сутон      |
| 1995.  | Џон Њусом       |
| 1996.  | Спенсер Приор   |
| 1997.  | Дарен Еди       |
| 1998.  | Мат Џексон      |
| 1999.  | Иван Робертс    |
| 2000.  | Иван Робертс    |
| 2001.  | Енди Маршал     |
| 2002.  | Гери Холт       |

| Година | Побједник         |
| ------ | ----------------- |
| 2003.  | Адам Друри        |
| 2004.  | Крејг Флеминг     |
| 2005.  | Дарен Хукенбри    |
| 2006.  | Гари Дортхи       |
| 2007.  | Дарен Хукенбри    |
| 2008.  | Дион Даблин       |
| 2009.  | Ли Крофт          |
| 2010.  | Грант Холт        |
| 2011.  | Грант Холт        |
| 2012.  | Грант Холт        |
| 2013.  | Себастијан Басонг |
| 2014.  | Роберт Снодгас    |

| Година | Побједник     |
| ------ | ------------- |
| 2015.  | Бредли Џонсон |
| 2016.  | Џони Ховсон   |
| 2017.  | Вес Хулхан    |
| 2018.  | Џејмс Медисон |

## Тренери и управа
| Позиција                 | Име             |
| ------------------------ | --------------- |
| Главни тренер            | Данијел Фарке   |
| Помоћник главног тренера | Едмунд Ример    |
| Тренер првог тима        | Кристофер Јохан |
| Тренер голамана          | Ед Вутен        |
| Спортски директор        | Крис Домогала   |
| Скаут тим                | Кирен Скот      |
| Извори:                  |                 |

| Позиција                      | Име                      |
| ----------------------------- | ------------------------ |
| Предсједник                   | Празно                   |
| Замјеник предсједника         | Мајкл Фаулгер            |
| Главни оперативни службеник   | Бен Кенсел               |
| Директор за бизнис и пројекте | Зо Вард                  |
| Спортски директор             | Стуарт Вебер             |
| Представници дионичара        | Дела Смит Мајкл Џонс     |
| Директори                     | Томас Смит Стефен Филипс |
| Амбасадор                     | Стефен Фрај              |

## Тренери
Тренери завршно са даном 7. фебруаром 2019. године
| Име                | Нац           | Од                                  | До                               | Уку | Поб | Нер | Изг |  |
| ------------------ | ------------- | ----------------------------------- | -------------------------------- | --- | --- | --- | --- |  |
| Џон Боуман         | Енглеска      | 1. август 1905.                     | 31. јул 1907.                    | 78  | 31  | 23  | 24  |  |
| Џејмс Мекивен      | Шкотска       | 1. август 1907.                     | 31. мај 1908.                    | 43  | 13  | 10  | 20  |  |
| Артур Турер        | Енглеска      | 1. август 1909.                     | 31. мај 1910.                    | 86  | 27  | 22  | 37  |  |
| Берт Стансфилд     | Енглеска      | 1. август 1910.                     | 31. мај 1915.                    | 248 | 78  | 75  | 95  |  |
| Франк Букли        | Енглеска      | 1. август 1919.                     | 1. јул 1920.                     | 43  | 15  | 11  | 17  |  |
| Чарлс О’Хоган      | Ирска         | 1. јул 1920.                        | 1. јануар 1921.                  | 21  | 4   | 9   | 8   |  |
| Алберт Госнел      | Енглеска      | 1. јануар 1921.                     | 28. фебруар 1926.                | 233 | 59  | 79  | 95  |  |
| Берт Стансфилд     | Енглеска      | 1. март 1926.                       | 1. новембар 1926.                |     |     |     |     |  |
| Сесил Потер        | Енглеска      | 1. новембар 1926.                   | 1. јануар 1929.                  | 101 | 30  | 26  | 45  |  |
| Џејмс Кер          | Енглеска      | 1. април 1929.                      | 28. фебруар 1933.                | 168 | 65  | 43  | 60  |  |
| Том Паркер         | Енглеска      | 1. март 1933. 1. мај 1955.          | 1. фебруар 1937. 31. март 1957.  | 271 | 104 | 69  | 98  |  |
| Боб Јанг           | Енглеска      | 1. фебруар 1937. 1. септембар 1939. | 31. децембар 1938. 31. мај 1946. | 78  | 26  | 14  | 38  |  |
| Џими Џевел         | Енглеска      | 1. јануар 1939.                     | 1. септембар 1939.               | 20  | 6   | 4   | 10  |  |
| Доги Лохед         | Шкотска       | 1. децембар 1945.                   | 1. март 1950.                    | 104 | 42  | 28  | 34  |  |
| Сирил Спирс        | Енглеска      | 1. јун 1946.                        | 1. децембар 1947.                | 65  | 15  | 12  | 38  |  |
| Норман Лов         | Шкотска       | 1. мај 1950.                        | 30. април 1955.                  | 258 | 129 | 56  | 73  |  |
| Арчи Макаури       | Шкотска       | 1. април 1957.                      | 1. октобар 1961.                 | 224 | 105 | 60  | 59  |  |
| Вили Рејд          | Шкотска       | 1. децембар 1961.                   | 1. мај 1962.                     | 31  | 13  | 6   | 12  |  |
| Џорџ Свиндин       | Енглеска      | 1. мај 1962.                        | 30. новембар 1962.               | 20  | 10  | 5   | 5   |  |
| Рон Ашман          | Енглеска      | 1. децмбар 1962.                    | 31. мај 1966.                    | 162 | 59  | 64  |     |  |
| Лол Морган         | Енглеска      | 1. јун 1966.                        | 1. мај 1969.                     | 127 | 45  | 47  | 35  |  |
| Рон Сандерс        | Енглеска      | 1. јул 1969.                        | 16. новембар 1973.               | 221 | 84  | 61  | 76  |  |
| Џон Бонд           | Енглеска      | 27. новембар 1973.                  | 31. октобар 1980.                | 340 | 105 | 114 | 121 |  |
| Кен Браун          | Енглеска      | 1. новембар 1980.                   | 9. новембар 1987.                | 367 | 150 | 93  | 124 |  |
| Дејв Стрингер      | Енглеска      | 9. новембар 1987.                   | 1. мај 1992.                     | 229 | 89  | 58  | 82  |  |
| Мајк Вокер         | Велс          | 1. јун 1992. 21. јун 1996.          | 6. јануар 1994. 30. април 1998.  | 179 | 69  | 46  | 64  |  |
| Џон Ден            | Енглеска      | 12. јануар 1994.                    | 31. јул 1995.                    | 58  | 13  | 22  | 23  |  |
| Марин Онил         | Северна Ирска | Август 1995.                        | Децембар 1995.                   | 26  | 12  | 9   | 5   |  |
| Гери Мегсон        | Енглеска      | Децембар 1995.                      | 21. јун 1996.                    | 32  | 5   | 10  | 17  |  |
| Брус Риох          | Шкотска       | 12. јун 1998.                       | 13. март 2000.                   | 93  | 30  | 31  | 32  |  |
| Брајан Хамилтон    | Северна Ирска | 5. април 2000.                      | 4. децембар 2000.                | 35  | 10  | 10  | 15  |  |
| Најџел Вортхингтон | Северна Ирска | 4. децембар 2000.                   | 2. октобар 2006.                 | 280 | 114 | 104 | 62  |  |
| Питер Грант        | Шкотска       | 13. октобар 2006.                   | 9. октобар 2007.                 | 54  | 18  | 12  | 24  |  |
| Глен Роудер        | Енглеска      | 30. октобар 2007.                   | 14. јануар 2009.                 | 65  | 20  | 15  | 30  |  |
| Брајан Гун         | Шкотска       | 16. јануар 2009.                    | 13. август 2009.                 | 21  | 6   | 5   | 10  |  |
| Пол Ламберт        | Шкотска       | 18. август 2009.                    | 2. јун 2012.                     | 142 | 70  | 37  | 35  |  |
| Крис Хугтон        | Ирска         | 6. јун 2012.                        | 6. април 2014.                   | 82  | 24  | 23  | 35  |  |
| Нил Адамс          | Енглеска      | 6. април 2014.                      | 5. јануар 2015.                  | 32  | 11  | 8   | 13  |  |
| Алекс Нил          | Шкотска       | 9. јануар 2015.                     | 10. март 2017.                   | 107 | 44  | 20  | 43  |  |
| Данијел Фарке      | Немачка       | 25. мај 2017.                       | данас                            | 91  | 41  | 26  | 24  |  |

## Трофеји
ФК Норич Сити је освојио велики број трофеја:

### Лига
Друга дивизија Фудбалске лиге Енглеске (1892—1992/Прва дивизија Фудбалске лиге Енглеске (1992—2004)/Фудбалска лига Чемпионшип (2004–до данас) (2. ранг)[ii]
- Освајачи (3): 1971/72, 1985/86, 2003/04, 2018/19.
- Друго мјесто (1): 2010/11.
- Плеј оф освајачи (1): 2015.
- Финалисти плеј офа (1): 2002.

Трећа дивизија фудбалске лиге Енглеске (1921—92)/Прва дивизија Фудбалске лиге Енглеске (2004—данас) (3. ранг)
- Освајачи (2): 1933/34 (Југ), 2009/10.
- Друго мјесто (1): 1959/60.

### Куп
Енглески Лига куп[iii]
- Освајачи (2): 1962, 1985.
  - Финалисти (2): 1973, 1975.

Трофеј пријатељства
Сваки пут када се састану Норич и Сандерланд боре се за Трофеј Пријатељства. „Такмичење” је почело братимљењем навијачких група два клуба током финала Лига купа 1985. године гдје су оба клуба учествовала. Сандерланд је тренутни освајач побједивши 3-1 на Каров Роуду 13. августа 2017. године.

## У енглеској култури
У филму из 2001. године Мајк Бесет: Тренер енглеске репрезентације, гдје тренер, којег глуми Рики Томлинсон, долази у центар пажње резултатима оствареним као тренер Норич Ситија, освојивши Mr Clutch Cup. Кадар прославе и вожња по граду аутобусом без крова је у ствари снимљена у Сент Олбансу, а не у Норичу.
У филму Дјечије филмске фондације из 1972. године Дјечак који је постао жут говори о дјечаку који живи у Лондону и навијач је ФК Норич Ситија.

## ЖФК Норич Сити
ФК Норич Сити посједује и женски фудбалски клуб. Менаџер женске екипе је Скот Емерсон и такмиче се у Југоисточној женској лиги, трећем рангу енглеског женског фудбала. Према наводима клуба, 95% играчица у клубу су започеле тренинг у млађој селекцији и одатле напредовали према првом тиму. Домаће утакмице се играју на Плантејшн Парку, Блофилд, Норич.

## Напомена
i^ : Урачунати су и мечеви у аматерском такмичењу.
ii^ : Највећи успјех Норича у највишем рангу такмичења: Премијер лига
iii^ : Најбољи резултат Норича у ФА купу је играње полуфинала у сезонама 1958/1959, 1988/1989 и 1991/1992.